# Spiskumminsläktet
Spiskumminsläktet (Cuminum) är ett släkte i familjen flockblommiga växter.

## Arter
Släktet har tre eller fyra accepterade arter:
- Cuminum borszczowii (Regel & Schmalh.) Koso-Pol.
- Cuminum cyminum L.
- Cuminum setifolium (Boiss.) Koso-Pol.
- Cuminum sudanense H.Wolff

Enligt Catalogue of Life är C. sudanense en synonym till C. cyminum.